# Banca Provinciale Bresciana
La Banca Provinciale Bresciana fu un istituto di credito in attività a Brescia tra il 1872 e il 1877.

## Storia

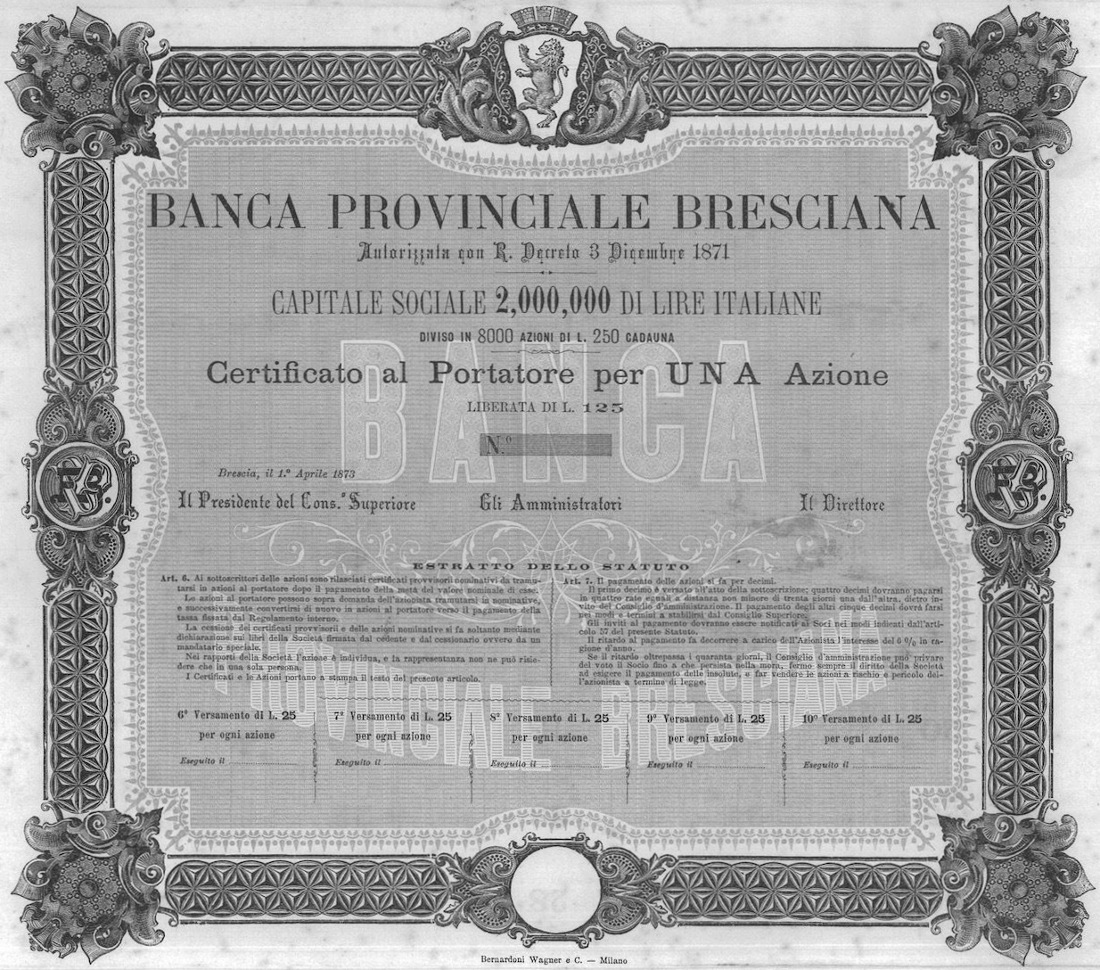
Azione della Banca Provinciale Bresciana

L'istituto fu fondato da un gruppo di commercianti e imprenditori in buona parte vicini alla Destra bresciana. La Presidenza fu affidata all'onorevole Gaetano Facchi, già sindaco della città, mentre nel consiglio d'amministrazione sedevano Angelo Mazzucchelli, Achille Bonoris e Bonaventura Gerardi.
La banca fu investita della gestìone dell'esattoria comunale dal 1872 fino al 1877. In quello stesso anno fu liquidata, per cause ignote. Poco tempo dopo, il ragionier Giuseppe Ferrari, impiegato presso l'istituto, pubblicò un opuscolo nel quale ipotizzava una gestione della banca poco oculata. Egli sostenne che la maggior parte degli investimenti fosse stata rivolta alle attività immobiliari le quali erano poco produttive e difficilmente liquidabili.

## Presidenti
- Gaetano Facchi (1872-1877)